# Кудинское (озеро)
Ку́динское (Ку́дино) — озеро на западе Тверской области России, к востоку от города Торопец на реке Торопа (приток Западной Двины). Площадь — 7,8 км², длина — 4,5 км, ширина до 2,6 км. Высота над уровнем моря — 179 метров, длина береговой линии 15,5 километра. Наибольшая глубина — 3,5 метра, средняя глубина 2,1 метра. Подвержено зарастанию.
Озеро имеет округлую форму с несколькими заливами. На озере несколько островов. Происхождение озера моренно-подпрудное.

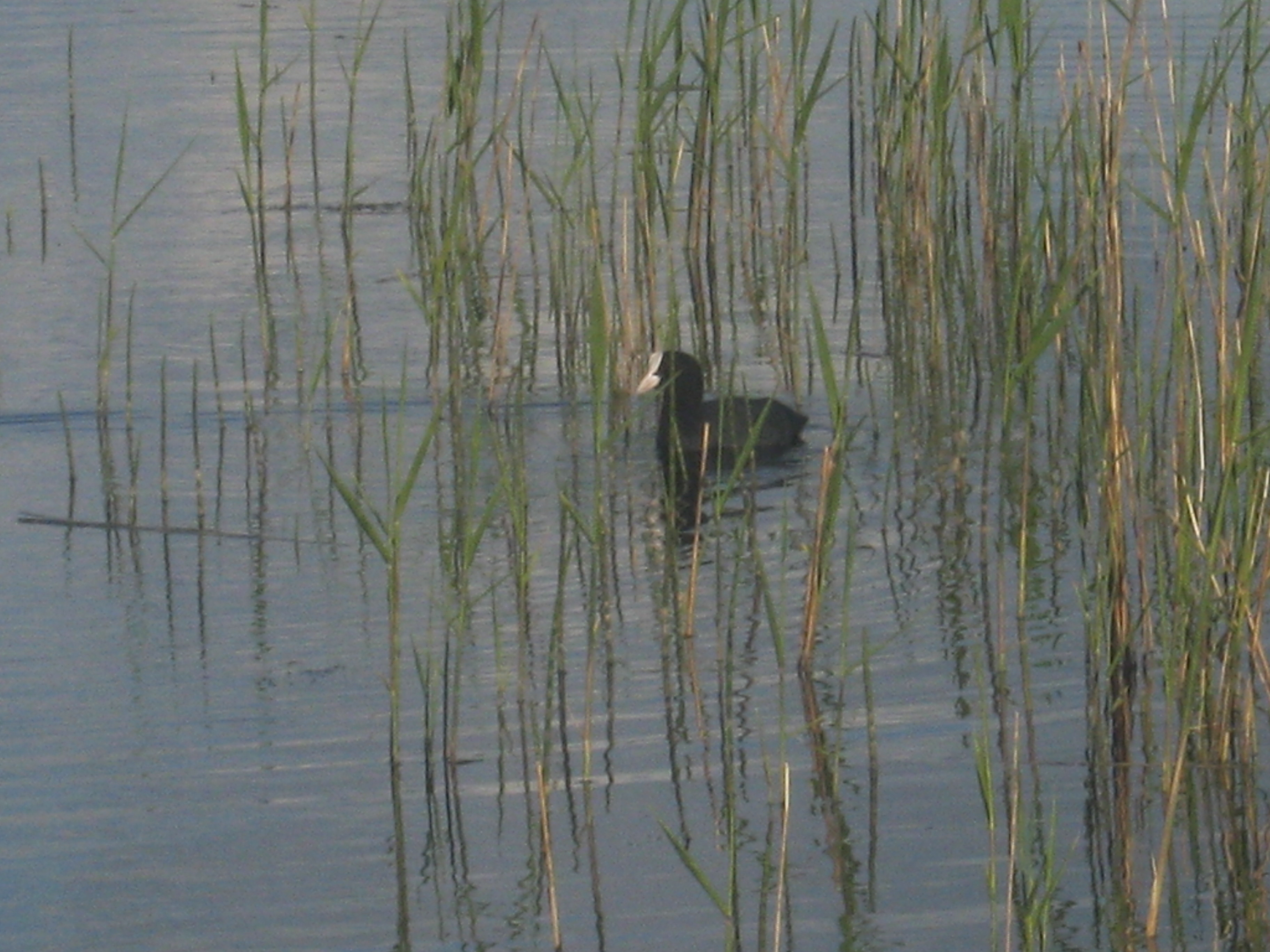
Утка лысуха на Кудинском озере

Торопа втекает в Кудинское озеро в западной его части, в 4 километрах от города Торопец. В юго-восточной части озера широкая протока ведёт в соседнее озеро Куденец, из южной части которого вытекает Торопа. Река затем делает большой круг по окрестным лесам прежде чем впасть в озеро Соломенное, расположенное возле того же Торопца. Кроме Торопы в озеро впадает несколько небольших речек — Меденка, Березня и Дауроцкая.
Берега озера возвышенные, используются для отдыха и рыбалки. Кудинское озеро — часть водного маршрута по Торопе.
Леса, расположенные к западу от озера, объявлены памятником природы регионального значения.